# André Maublanc
André Maublanc (Nantes, 24 de julio de 1880 - París, 30 de abril de 1958) fue un ingeniero agrónomo, fitopatólogo, y micólogo francés, profesor del Instituto Nacional Agronómico.

## Algunas publicaciones
- Les Champignons comestibles et vénéneux, 1921, reeditado 1995, 587 pp.
- Maladies parasitaires. maladies des plantes cultivées, con Georges Delacroix. 1926
- Les agaricales: classification, revision des espèces, iconographie, comestibilité. Volumen 1, con 	Paul Konrad. 469 pp. 1952
- Encyclopédie mycologique. Volumen 2 y 20, con Paul Konrad. 202 pp. 1952
- Phytopathologie des pays chauds.
- Les Champignons de France, con Georges Viennot-Bourgin, 1959
- Icones selectae fungorum. Volumen 3. 1987

## Reconocimientos
- Miembro y Presidente de la Société Botanique de France, en el periodo 1945